# Thực vật C3

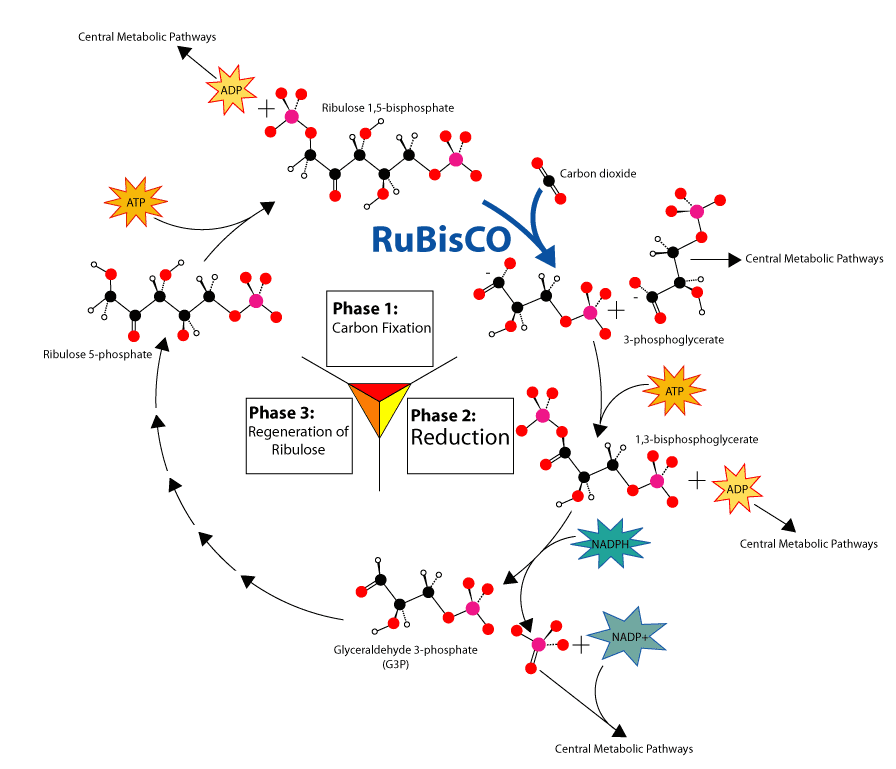
Chu trình Calvin

Cố định carbon C3 là một kiểu trao đổi chất để cố định carbon trong quang hợp ở thực vật. Quá trình này chuyển hóa dioxide carbon và ribuloza bisphotphat (RuBP, một đường chứa 5-carbon) thành 3-photphoglyxerat thông qua phản ứng sau:
6 CO2 + 6 RuBP → 12 3-photphoglyxerat
Phản ứng này diễn ra ở mọi thực vật như là bước đầu tiên trong chu trình Calvin. Ở thực vật C4, dioxide carbon được tạo ra từ acid malic và tham gia vào phản ứng này chứ không phải trực tiếp từ không khí.
Các loài thực vật nào chỉ tồn tại duy nhất theo kiểu cố định carbon C3 được gọi là thực vật C3 và chúng có xu hướng phát triển tốt trong các khu vực với các điều kiện sau: cường độ ánh sáng Mặt Trời và nhiệt độ là vừa phải, hàm lượng dioxide carbon là khoảng 200 ppm hoặc cao hơn, nước ngầm đầy đủ. Chu trình đồng hóa carbon theo hình thức quang hợp C3 có đặc điểm là hiệu quả đồng hóa thấp khi nhiệt độ cao, ánh sáng mạnh. Thực vật C3, có nguồn gốc từ đại Trung Sinh và đại Cổ Sinh, là xuất hiện trước thực vật C4 và hiện nay vẫn chiếm khoảng 95% sinh khối thực vật của Trái Đất.
Thực vật C3 phải sinh sống tại các khu vực với nồng độ dioxide carbon cao là do RuBisCO thông thường kết hợp phân tử oxy vào RuBP thay vì phân tử dioxide carbon. Điều này phá vỡ RuBP thành phân tử đường 3-carbon có thể còn lại trong chu trình Calvin, cùng hai phân tử glycolat và hai phân tử này bị oxy hóa thành dioxide carbon, làm lãng phí năng lượng của tế bào. Nồng độ cao của dioxide carbon làm giảm cơ hội để RuBisCO kết hợp với phân tử oxy. Thực vật C4 và thực vật CAM có cơ chế thích nghi cho phép chúng tồn tại trong các khu vực mà tại đó thực vật không thể lấy được nhiều dioxide carbon.
Dấu hiệu đồng vị của thực vật C3 chỉ ra mức độ suy kiệt C13 cao hơn ở thực vật C4.